# ClubONE Riviera
Le ClubONE Riviera (會所1號 水中天), anciennement nommé Star Seafood Restaurant (明星海鮮舫), et auparavant appelé Treasure Floating Restaurant (敦煌畫舫), est un restaurant de Hong Kong situé à Sha Tin. Construit sur un socle de granite de la forme d'un navire accostant le long du rivage, le bâtiment est situé sur la rive est de la rivière Shing Mun (en), près du croisement de Siu Lek Yuen Road et de Tai Chung Kiu Road. Il sert des dimsum cantonais et des fruits de mer.
En 2007, l'établissement est le plus grand restaurant de dimsum de Hong Kong, avec 150 tables pouvant accueillir 12 personnes chacune.
Le restaurant ferme ses portes début 2018 avant de rouvrir sous le nom de « Club One » à l'été 2018.

## Histoire
Le bâtiment remplace le restaurant flottant (en) Shatin qui avait ouvert ses portes en 1963 et qui est remorqué à Canton en 1984. La relocalisation est forcée par le gouvernement pour plusieurs raisons. Tout d'abord, le terrain qui sert de parking au restaurant est attribué à l'Association d'aviron amateur. Deuxièmement, la pollution rejetée par le restaurant se heurte au projet de construction d'un parc municipal le long de la rivière, de concert avec le développement en cours de la ville nouvelle de Sha Tin. Enfin, le bureau des terrains de Sha Tin déclare que la construction d'un tuyau d'égout sous-marin dans la rivière Shing Mun entraverait la capacité du grand navire à sortir du chenal à l'avenir.
Au cours de ses 21 ans à Hong Kong, le premier restaurant fonctionne dans huit endroits, dont la zone située devant un manoir appelé Windermere, le temple Sai Lam, Lek Yuen et le site actuel de la piscine Sha Tin du Jockey Club,.
En 1986, le département des terrains (en) propose le site, près du mouillage de l'ancien restaurant flottant, pour un appel d'offres. Il est destiné dès le départ à ressembler à un véritable restaurant flottant mais reposant sur des pilotis, car le bureau des terrains de Sha Tin avait déclaré qu'un navire-restaurant ne pouvait plus être exploité sur la rivière Shing Mun et que le restaurant ne polluerait pas la rivière car il aurait un bon raccordement aux égouts.
Le restaurant, éclairé la nuit et reflété dans les eaux calmes de la rivière Shing Mun, est depuis longtemps un point de repère local de Sha Tin. Une critique publiée en 1992 dans le South China Morning Post le décrit comme un « énorme tas de béton qui repose fermement sur la rivière de Sha Tin comme une barge conçue par les hommes de spectacles hollywoodiens Louis B. Mayer et Samuel Goldwyn lors d'un pari ivre [...] si électriquement éblouissant que sa puissance de bougie pure pourrait éclairer la route vers Kai Tak. Criards au-delà de toute imagination, les lustres en cristal des salles à manger principales sont dignes de Versailles, et les sculptures en pierre et les tours de pagode pourraient facilement couler un paquebot ».

## Galerie

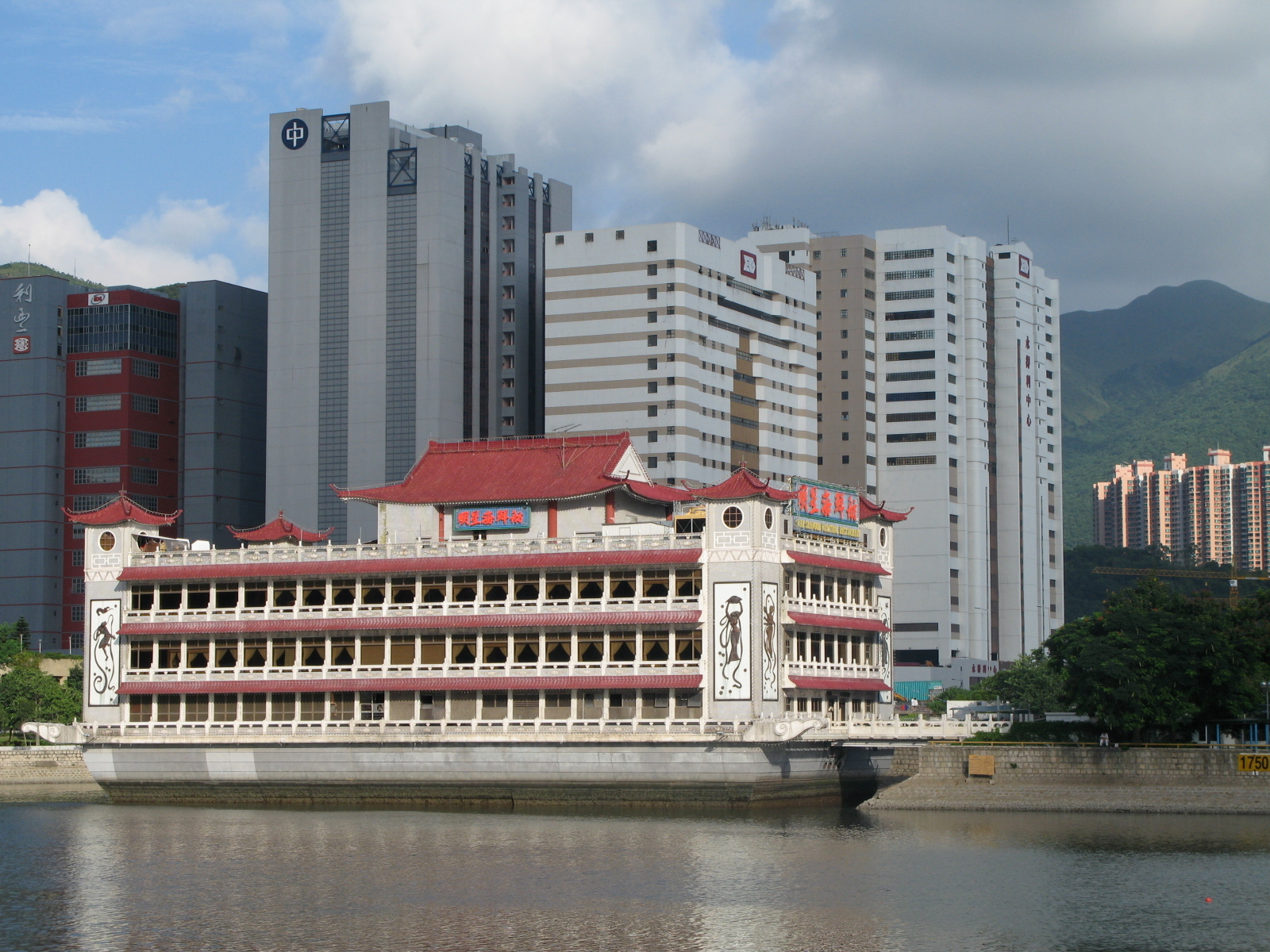
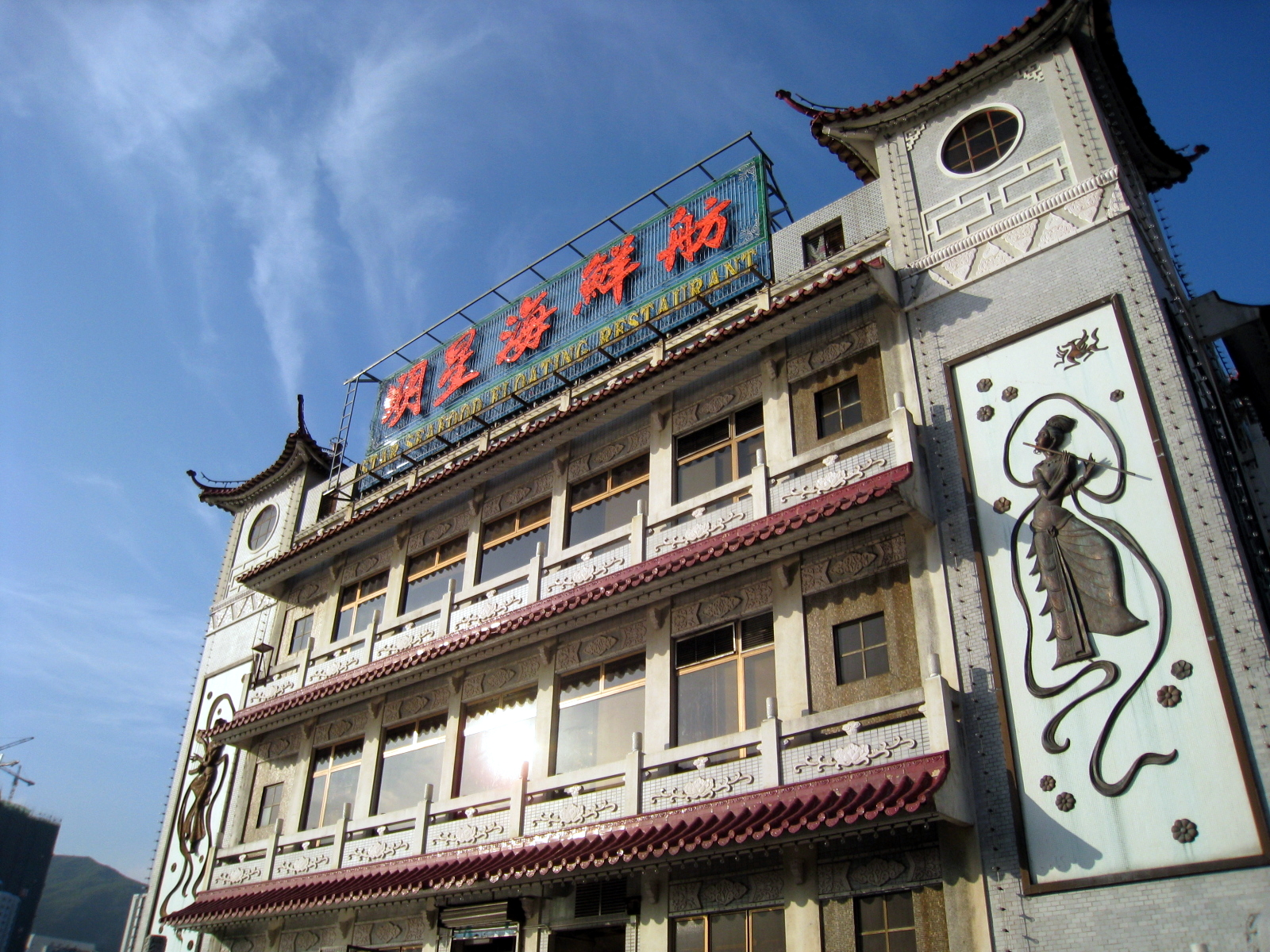
Vue rapprochée.
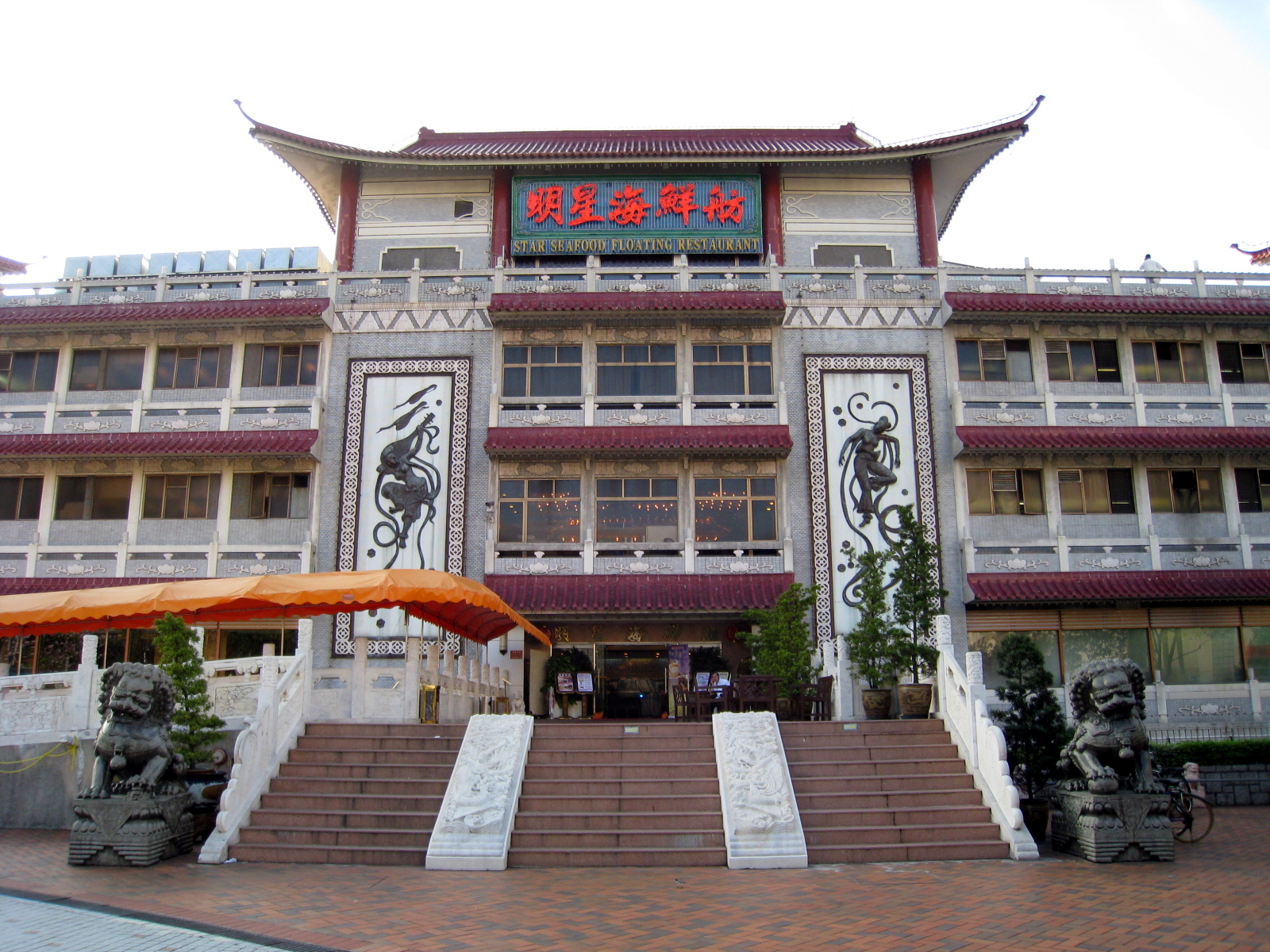
Entrée aux lions et peintures murales antiques de Dunhuang.
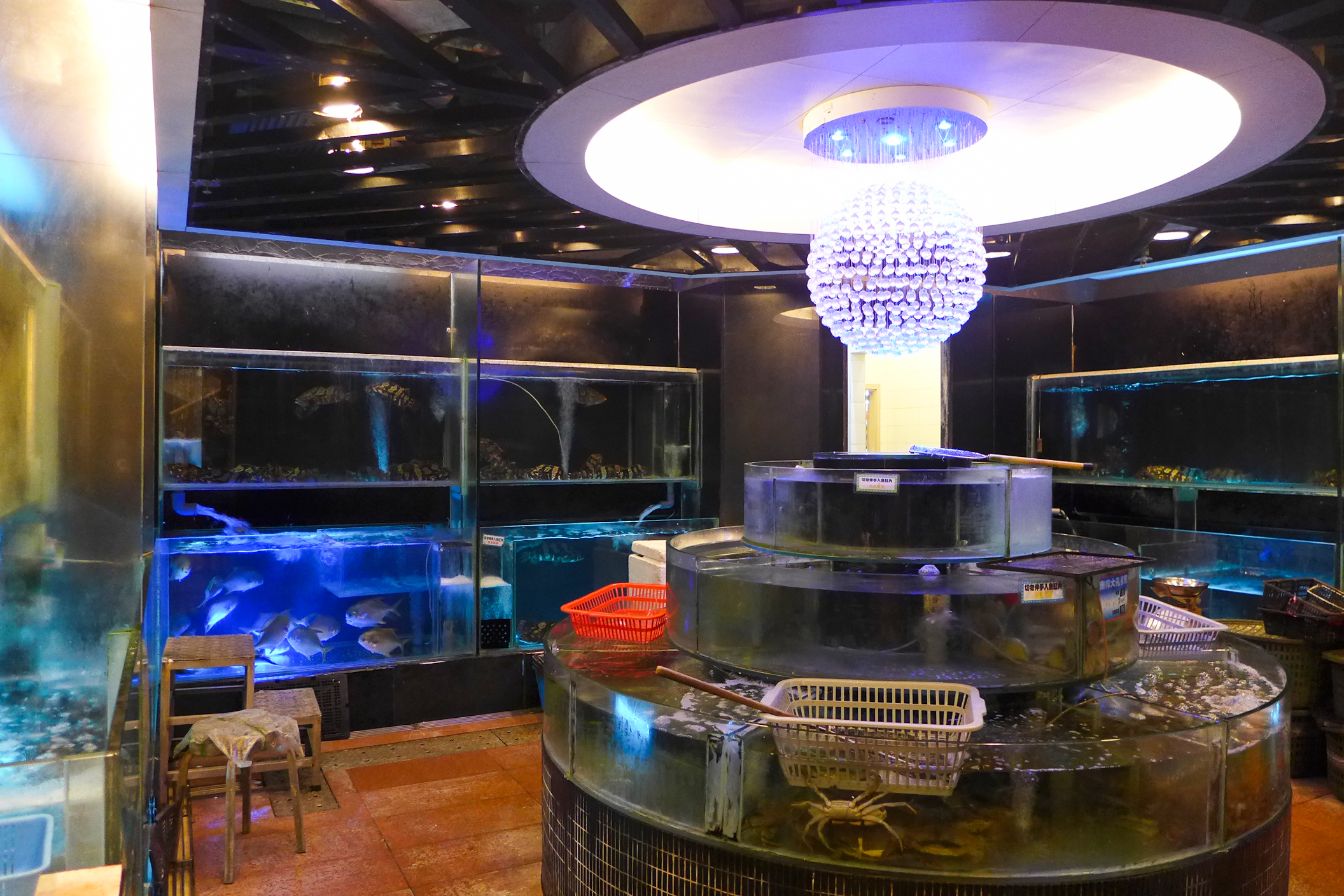
Salle des fruits de mer en sous-sol.
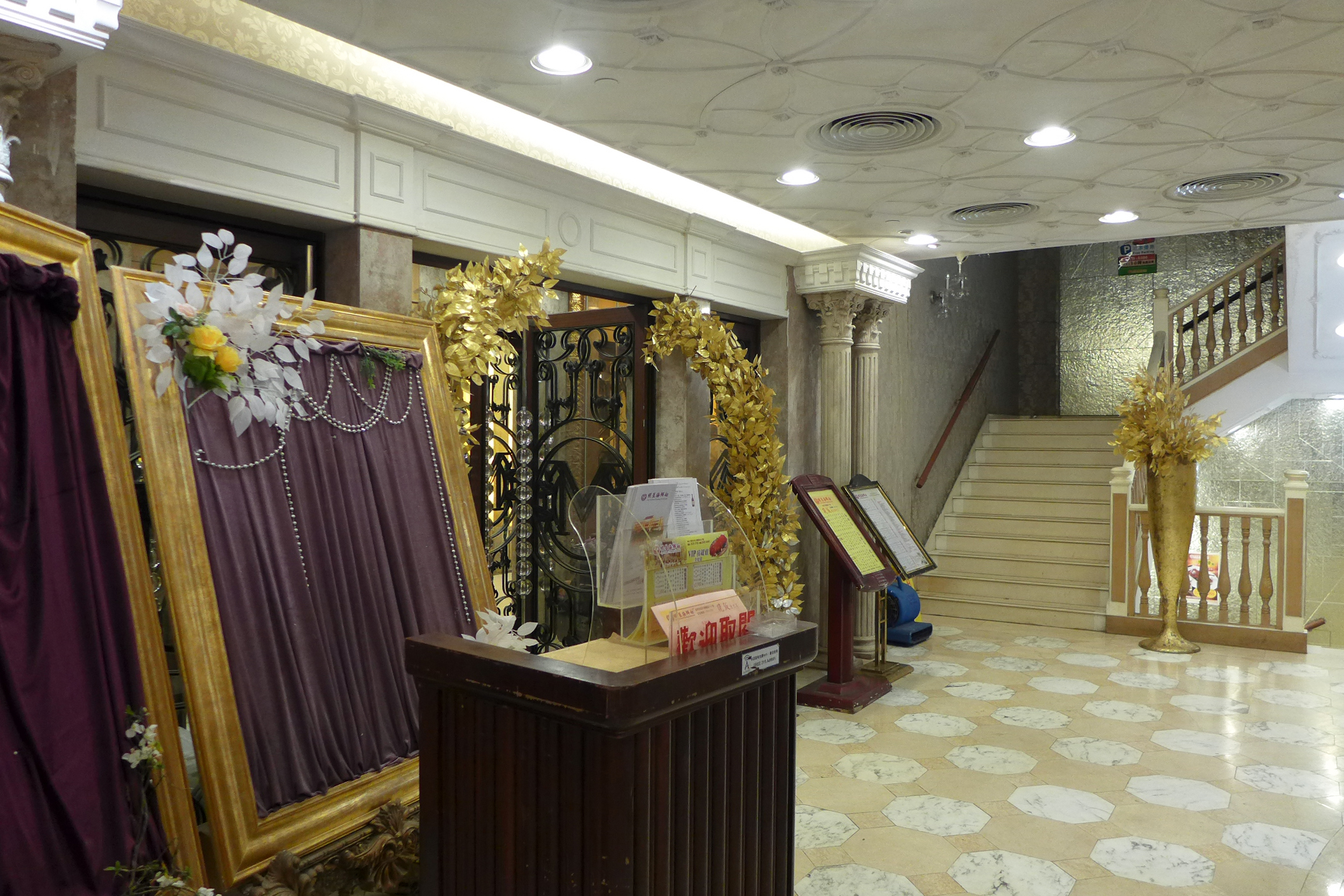
Hall d'entrée au 1er étage.
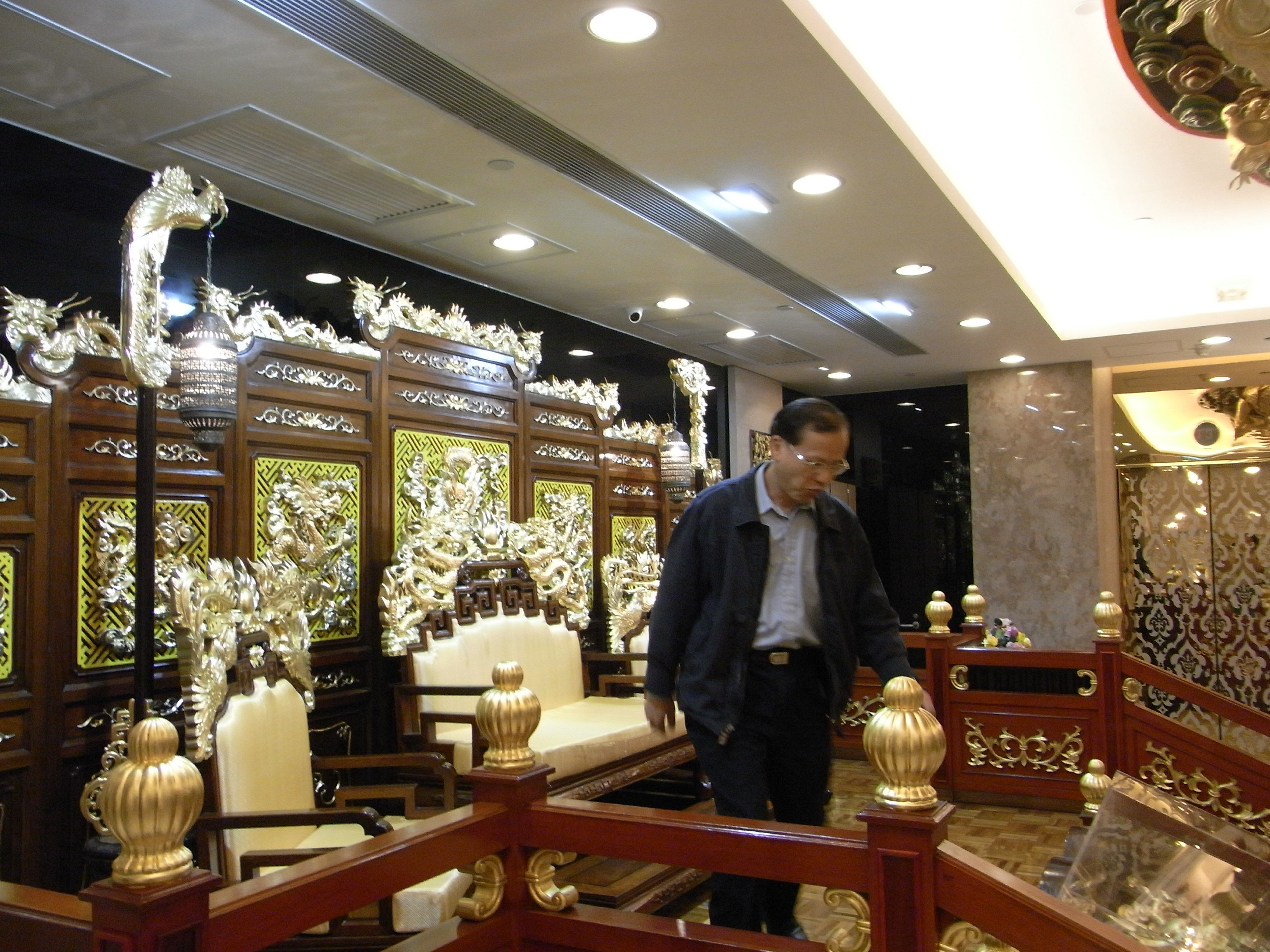
Ensemble de trônes de dragon devant le hall d'entrée au 2ème étage.
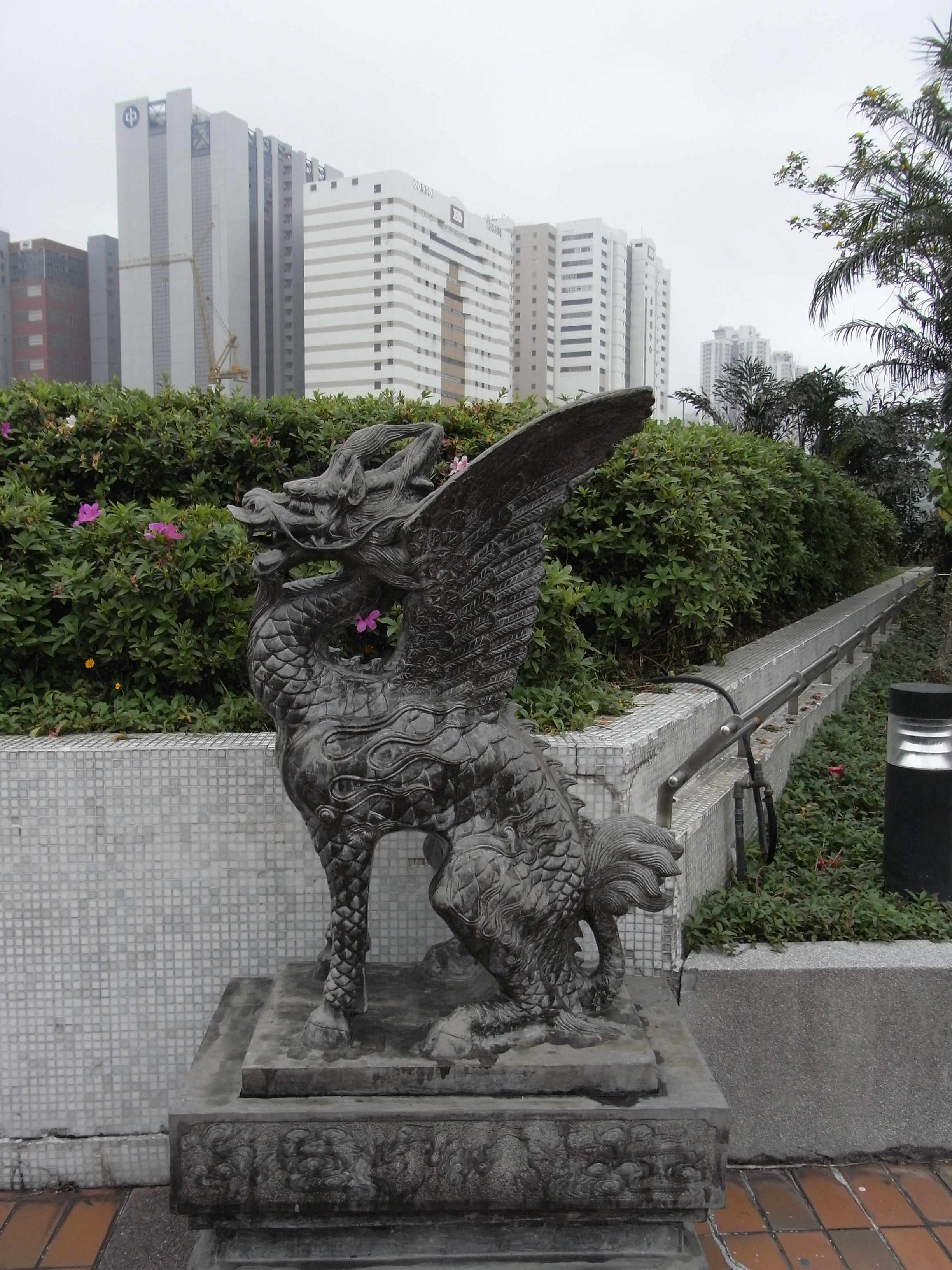
Statue en pierre de qilin dans le jardin sur le toit.
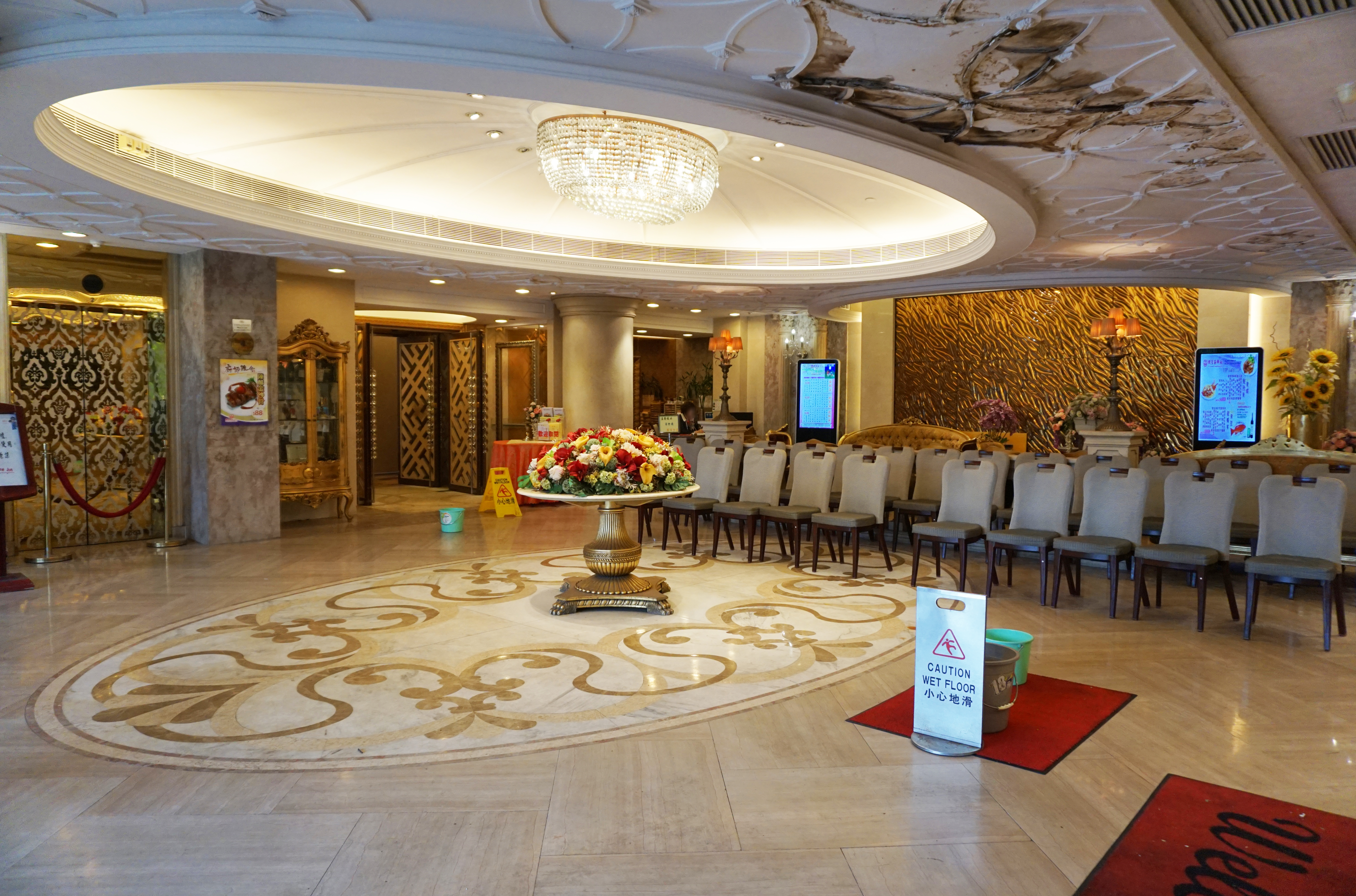
Hall souterrain.
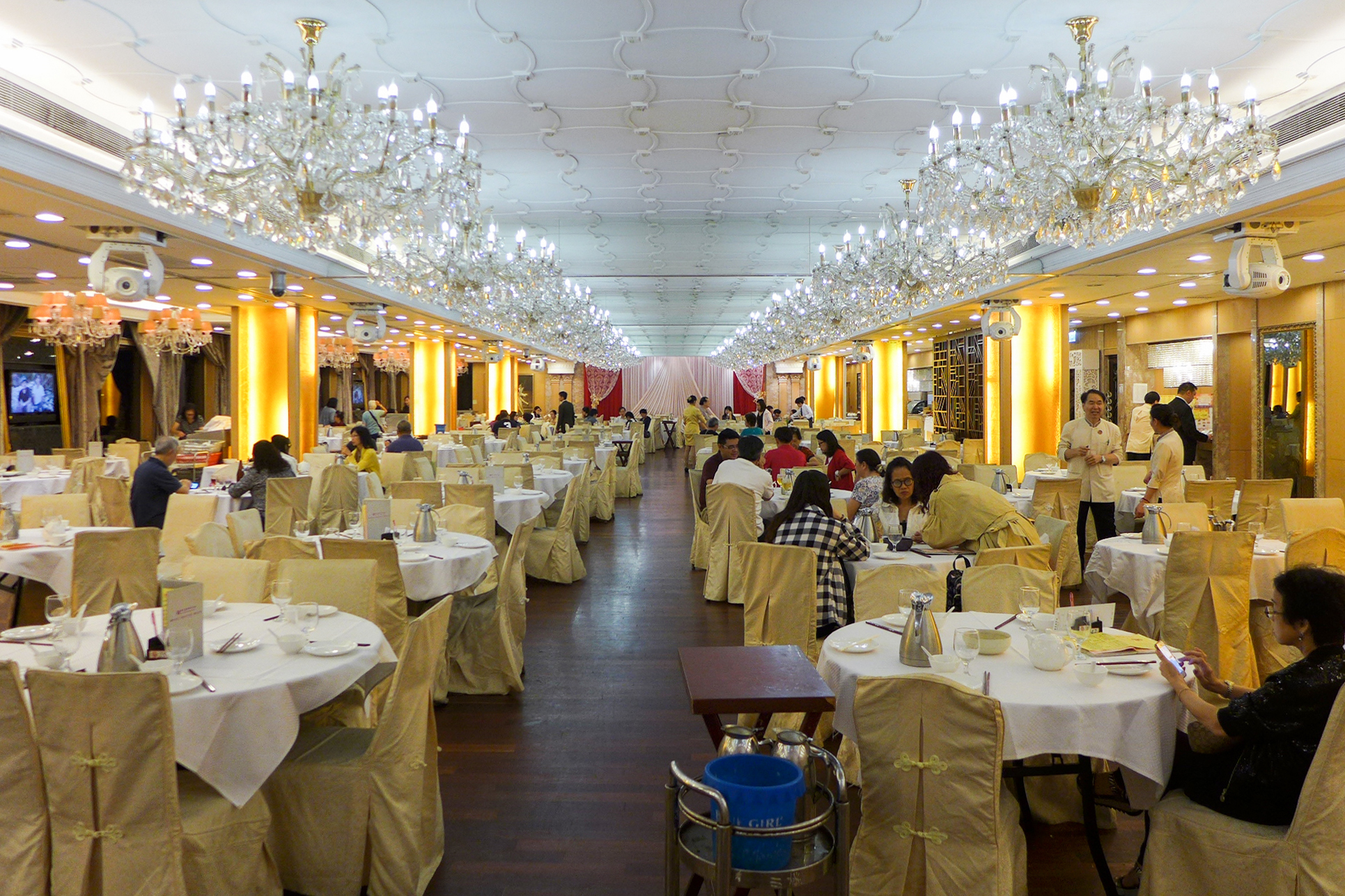
1er étage.
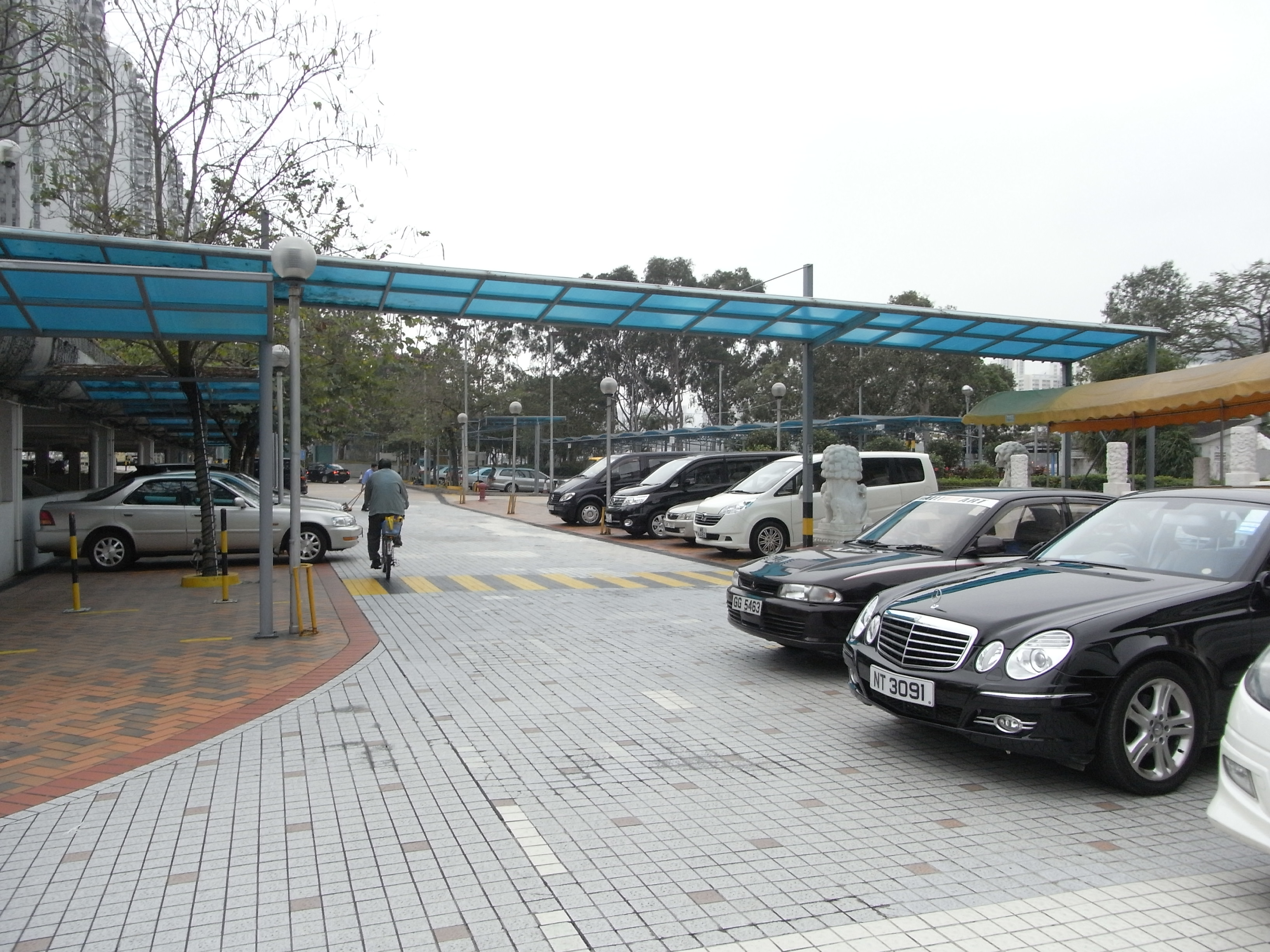
Parking extérieur.